# دیدیه بوردون
دیدیه بوردون (فرانسوی: Didier Bourdon‎؛ زادهٔ ۲۳ ژانویهٔ ۱۹۵۹) یک هنرپیشه، کارگردان، فیلم‌نامه‌نویس و تهیه‌کننده اهل فرانسه با اصالت الجزایری است. وی از سال ۱۹۷۸ میلادی تاکنون مشغول فعالیت بوده‌است. از فیلم‌هایی که وی در آن نقش داشته است می‌توان به یک سال خوب، فانفان لا تولیپ و نیکی لارسون و عطر کوپید اشاره کرد.